# Zur See
Zur See ist eine 9-teilige Fernsehserie, die im Auftrag des Fernsehens der DDR von 1974 bis 1976 unter anderem auf dem Lehr- und Frachtschiff J. G. Fichte der Deutschen Seereederei produziert wurde.
Viele prominente Schauspieler der DDR waren bei dieser Serie für die Hauptrollen verpflichtet worden. Mit Horst Drinda, Günter Naumann, Günter Schubert und Erik S. Klein standen die wohl populärsten Akteure ihrer Zeit vor der Kamera. Die Serie wurde zu einer der erfolgreichsten und meistgesehenen Produktionen im DDR-Fernsehen.

## Beschreibung
In den neun Folgen werden der Alltag und die beruflichen Situationen einer Schiffsmannschaft der sozialistischen Handelsflotte der DDR vom Kapitän bis zum Decksmann auf ihrem Schiff zwischen See- und Landgang, im Wesentlichen auf tatsächlichen Ereignissen basierend, geschildert. Viele seemännische Traditionen werden darin beleuchtet, wie z. B. die Äquatortaufe und viele seemännische Begriffe und Flüche erklärt wie z. B. das Kielholen. Aber auch die Probleme innerhalb von Familien zweier Kapitäne und die ganz normalen anderen zwischenmenschlichen Probleme, die durch lange Trennung von den Familien entstehen, werden dabei behandelt. Es wird aber auch die Freundschaft zu den sozialistischen Seefahrtstaaten wie der Volksrepublik Polen und der Sowjetunion geschildert; diese stehen der Fichte stets hilfsbereit zur Seite, ebenso wie die kubanischen Behörden. 
Die Serie gilt zudem als Zeitdokument für das Ende der Stückgutfrachter in der Seefahrt: Im Film werden noch mit großem Personaleinsatz Säcke, Fässer und Einzelstücke wie Autoreifen oder Maschinenteile verladen, während sich etwa zur selben Zeit international die Container durchzusetzen beginnen.

## Titelmusik
Die Titelmusik der Fernsehserie wurde von Helmut Nier komponiert und 1974 vom DEFA-Sinfonieorchester unter der Leitung von Gerhard Rosenberg eingespielt.

## Die Episoden
Autoren für die einzelnen Episoden waren Eva Stein, Manfred Dietrich, Anne Dessau, Hans Georg Lietz sowie Kapitän Gerd Peters. Regisseur bei allen neun Episoden war Wolfgang Luderer.
Die neun Episoden hatten unterschiedliche Laufzeiten bei der Ausstrahlung im Fernsehen und lagen zwischen 60 und 75 Sendeminuten je nach Produktion. Sie wurden bei ihrer Erstsendung am Freitagabend um 20 Uhr im 1. Programm des DDR-Fernsehen ausgestrahlt.

### 1. Folge
Die Bewährung (EA: 7. Januar 1977, 70 Minuten)
Mit zwei neuen Besatzungsmitgliedern geht das Handelsschiff J. G. Fichte auf Fahrt in die Gewässer jenseits der Ostsee. Kapitän Hans Karsten übernimmt kurzfristig das Kommando über das Schiff, und auch Detlef Hartwig, der Koch, der zum ersten Mal auf See ist, hat seine erste Bewährungsprobe auf dem Schiff zu bestehen. Während das Schiff nach dem Ablegen zunächst ruhige Fahrt aufnimmt, ordnet der Kapitän wenig später an, dass die Maschine mit höherer Drehzahl laufen soll, damit die wichtige Fracht rechtzeitig im Bestimmungshafen ankommt um neue Ladung aufzunehmen. Chief Paul Weyer versucht vergeblich dem Kapitän zu erklären, dass eine höhere Belastung auf Dauer der Maschine schaden könne. Und so kommt es dann bald auch. Während das Schiff volle Fahrt voraus fährt, fällt die Maschine durch einen Kolbenfresser aus, und das Schiff beginnt, bei starkem Seegang manövrierunfähig, auf einen Küstenstreifen zu treiben. In dieser Situation steht der Kapitän zwischen zwei Entscheidungen: Entweder das Schiff mit hohen Kosten in den nächsten Hafen schleppen zu lassen, oder auf die Künste seines Chiefs zu vertrauen, und eine Reparatur unter großem Risiko aufzulegen, und damit einem ungewissen Ausgang entgegensehen. Vierzehn Stunden haben der Chief und seine Leute Zeit, den Kolben zu wechseln bzw. die Maschine wieder in Gang zu bringen. Unterdessen hat der neue Koch so seine Mühe mit dem Leben auf hoher See. Ständig wandelt er zwischen Kombüse und Reling, um sich gegen die Seekrankheit zu stemmen. Doch auch die unterschiedlichen Wünsche der Besatzungsmitglieder machen dem Smutje arg zu schaffen. Es naht Hilfe in Form von Matrose Thomas, der nicht mehr von seiner Seite weicht und als Speiseplanberater fungiert.

### 2. Folge
Die Hochzeitsüberraschung (EA: 14. Januar 1977, 64 Minuten)
Im Heimathafen Rostock liegt die Fichte fertig zum Auslaufen. Doch es gibt ein Problem: Der Funker ist ausgefallen, und so sucht man fieberhaft nach einem Ersatzfunker. Als einzig verfügbarer Funker steht Horst Petersen zur Verfügung, doch der hat auch ein Problem. In wenigen Tagen steht seine Hochzeit bevor, die er zuvor schon zweimal verschieben musste, weil er immer kurzfristig aufs Schiff beordert wurde. Um nicht mit leeren Händen dazustehen, reist Kapitän Karsten nun im Auftrag der Reederei als offizieller Gratulant ins Erzgebirge zum Hochzeitspaar. Dort versucht er die zukünftige Frau des Funkers, Rita Herfurth, von der Wichtigkeit der Sache zu überzeugen. Allerdings bedenkt er dabei nicht, dass ein Brautpaar auch auf Hochzeitsreise geht, und kommt auf die grandiose Idee, das Paar könne diese auf der Fichte machen. Deshalb sollte die Braut bis zur Genehmigung durch die Seereederei und die übergeordneten Stellen nichts von der geplanten Überraschung erfahren. Ganz geheuer ist der Braut das geheimnisvolle Geplauder und Tun zwischen dem Kapitän und ihrem zukünftigen Mann nicht. Sie vermutet, dass beide irgendetwas im Schilde führen und die Hochzeit doch noch platzen könnte. Es kommt zum Streit zwischen Petersen und seiner Braut. Petersen ist völlig verzweifelt und betrinkt sich hemmungslos. Doch Kapitän Karsten kann die beiden wieder versöhnen. Während der Hochzeitsfeier wartet Karsten ungeduldig auf die Genehmigung der Reederei für die geplante Hochzeitsreise auf der Fichte, die erst in letzter Minute eintrifft. Auch der Betrieb der Braut, der sich zuerst wegen Arbeitskräftemangel quer gestellt hatte, lenkt ein und beurlaubt sie für die Dauer der Reise. Doch die Braut hat sich geschworen, nie mehr ein Schiff zu betreten, nachdem sie vor einigen Jahren auf einer Rügenrundfahrt mal seekrank geworden war. Doch letztendlich kann das Schiff dann in Rostock ablegen und zwar mit Horst und Rita an Bord.

### 3. Folge
Der Ladungsbrand (EA: 21. Januar 1977, 60 Minuten)
Auf der Fichte heuert der Matrose Winfried Mantey an. Ein Seefahrtsneuling, der voller Energie und Ideale für seinen Beruf steckt. Im lateinamerikanischen Zielhafen angekommen wartet auf die Schiffsbesatzung jede Menge Arbeit. Man teilt dem neuen Besatzungsmitglied den Laderaum 2 bei der Überwachung des Lösch- und Ladebetriebes des Schiffes zu. Doch Winfried verlässt gegen die Vorschriften die Luke, um für die durstigen Stauerleute Trinkwasser zu holen. Auf der Heimreise kommt es zu einem Ladungsbrand, der auf dem Schiff großen Schaden anrichtet. Von Panik ergriffen steigt der junge Matrose in die Luke, um den Brand selbst zu löschen, und bringt sich dabei in große Gefahr. Auch der Schiffskoch Detlef macht seine Erfahrungen an Land. Er will Zutaten für ein Abendessen besorgen, zu dem der Kapitän verschiedene Geschäftspartner eingeladen hat. Doch er bekommt an Land eine Sack Zwiebeln auf den Kopf, als er sich ausruhte. Durch die dadurch verursachte Benommenheit und die bei dem Unfall stehen gebliebene Uhr, ist ihm die Uhrzeit nicht bekannt. Er wird durch Einheimische versorgt und kommt in Kontakt mit der Bevölkerung. Als er die Uhrzeit erfährt, und feststellt, dass er viel zu spät auf die Fichte zurückkehren wird, kehrt er in einer Kneipe ein, wo er etwas zu viel trinkt und in Unkenntnis der Sitten des Landes von den Einheimischen ausgeplündert wird. Der Wirt behauptet, Detlef hätte das ganze Lokal eingeladen, und präsentiert eine gewaltige Zeche. Da er nicht zahlen kann, muss er Hemd und Hose dort lassen. Als er dann nur spärlich in einen Zementsack gekleidet viel zu spät, aber halbwegs gesund auf dem Schiff zurück ist, stellt er mit großer Erleichterung fest, dass seine Freunde das kalte Buffet für den Empfang beim Kapitän gerettet haben.

### 4. Folge
Die Kollision (EA: 28. Januar 1977, 70 Minuten)
Die Fichte ist in südamerikanischen Gewässern unterwegs und hat beim Einlaufen in den Hafen eine Kollision mit dem heimischen Frachter Ferreapolis. Die Presse des Landes wirft dem Kapitän vor, durch ein falsches Fahrmanöver den Tod von drei Matrosen verursacht zu haben. Bei einer Anhörung werden verschiedene Zeugenaussagen gemacht, eine davon belastet Kapitän Karsten schwer. Wenn es ihm nicht gelingt, das Gegenteil zu beweisen, muss er für mehrere Jahre ins Gefängnis. Es beginnen zermürbende Wochen des Wartens, auch dadurch bedingt, dass der Kapitän kaum die Möglichkeit bekommt, mit seiner Reederei zu Hause Verbindung aufzunehmen, da die DDR noch keinerlei diplomatische Vertretung in dem Land hat. Ein etwas zwielichtiger westdeutscher Diplomat bietet Karsten Hilfe an unter dem Hinweis, dass er schließlich ein Landsmann wäre – auch wenn er aus der DDR kommt, wohin er ja auch nicht unbedingt zurückkehren müsse. Karsten lehnt jedoch ab. Die Zeit arbeitet gegen den Kapitän: Der beauftragte Rechtsanwalt vor Ort lässt sich viel Zeit, die Behörden unterdessen erstellen ein Gutachten des Unfallhergangs. Dabei stellt sich heraus, dass der Fahrtenschreiber einen anderen Kurs ausweist als den vom Kapitän vorgegebenen. Auch in der Reederei in Rostock arbeitet man an der Analyse des Unfallhergangs. Eines Tages findet der zuständige Havariespezialist durch Simulationen mit Schiffsmodellen die entscheidende, aber verhängnisvolle Ursache für das Unglück: Die Strömungs- und Fahrwasserverhältnisse und das zu enge Vorbeifahren des anderen Schiffes in dem engen Kanal haben eine unerwartete Schiffsdrehung verursacht. Ein Havarieinspektor reist nach Südamerika zu Karsten. Er hat zudem einen Privatdetektiv beauftragt. Dieser findet heraus, dass die Seemänner auf der Ferreapolis erhebliche Fehler während ihrer Fahrt gemacht haben. So war beispielsweise die Brücke zum Kollisionszeitpunkt nicht ordnungsgemäß besetzt und der wachhabende Rudergänger rauchte unter Deck eine Zigarette. Nun werden diese Fakten dem ermittelnden Kommissar vorgelegt, woraufhin Kapitän Karsten dann gegen Kaution von 5.000 Dollar nach Hause kann, und zwar mit der Interflug.

### 5. Folge
Ruf an Rügenradio (EA: 5. Februar 1977, 60 Minuten)
Auf der Fichte entdeckt man einen blinden Passagier. Es ist aber nur ein Ochse, der beim Entladevorgang im Hafen übersehen wurde. Das Tier ist sehr unruhig und zudem übel gelaunt. Der junge Winfried macht den Versuch, das arme Tier einzufangen, und schlägt dabei mit dem Kopf auf die Schiffsplanken. Wenige Tage später, der Vorfall ist fast vergessen, klagt Winfried über sehr heftige Kopfschmerzen, die von Stunde zu Stunde unerträglicher werden. Besorgt um seinen Kollegen nimmt Kapitän Karsten für ein Medico-Gespräch via Rügenradio Kontakt zu einer Klinik im Heimathafen Rostock auf und bittet auch die Schiffe in der Nähe um medizinische Hilfe. Alle Anzeichen sprechen eindeutig für einen Bluterguss unter der Schädeldecke, der schnellstens behandelt werden muss. Der herbeieilende polnische Schiffsarzt ist jedoch nur ein Internist, der die Operation nicht ausführen kann. Für Winfried wird die Situation unterdessen lebensbedrohlich. Dann endlich findet man an Land auf Kuba einen geeigneten Chirurgen über Funkkontakt. Ein Hubschrauber wäre einsatzbereit, um den Arzt aufs Schiff zu fliegen. Doch dann braut sich ein gewaltiger Hurrikan zusammen. Der Hubschrauberpilot nimmt jedoch das Risiko eines gefährlichen Fluges auf sich, und Winfried kann durch eine Not-Operation gerettet werden. Derweil wird der Ochse Max zum Problem, da durch ihn, aufgrund der Quarantänebestimmungen, ein Einlaufen in Havanna unmöglich wird. Er soll deshalb geschlachtet werden. Niemand findet sich das umzusetzen. Der Bootsmann erhält den Befehl das Tier zu töten. Im letzten Augenblick rettet ein Funkspruch Max. Er wird von einem anderen Schiff übernommen und nach Rostock gebracht.

### 6. Folge
Zwei Briefe (EA: 12. Februar 1977, 75 Minuten)
Die Ehe zwischen Chief Paul Weyer und seiner Frau Barbara kriselt. Seine Frau ist nicht mehr im Stande, die einsamen Wochen und Monate zu Hause auszuharren, während ihr Mann auf See ist. Um seine Ehe zu retten, verabschiedet sich Weyer schweren Herzens von der Mannschaft und quittiert seinen Dienst. An Land versucht er, sich als Ingenieur eine neue Existenz aufzubauen. Das Familienleben verläuft anfangs recht gut und harmonisch. Doch mit der Zeit häufen sich die Streitigkeiten wegen Kleinigkeiten in der Familie. Darunter leiden auch die beiden Kinder der Weyers. Die Tochter verbringt ihre Zeit nur noch bei ihrem Freund, der Sohn geht ebenfalls seine eigenen Wege. Der Chief bekommt nach und nach den Eindruck, nicht mehr wirklich in das geregelte Familienleben zu passen. Er fühlt sich an Land nicht zu Hause, völlig unzufrieden, und vermisst mit der Zeit seine Maschine. Allmählich beginnt seine Frau zu begreifen, dass ihr Mann, den sie liebt, auf See gehört. Dahin, wo er sich schon immer wohlgefühlt hat. Es wird aber nicht ganz einfach, ihn wieder dahin zu bringen. So bleibt ihr nichts anderes, als zu einer kleinen List zu greifen.

### 7. Folge
Lotse an Bord (EA: 19. Februar 1977, 60 Minuten)
Wieder einmal ist die Fichte in Südamerika. Hier bekommt die Besatzung die rauen Methoden der Konkurrenz zu spüren. Als Matrose Willi Schmidt einen Augenblick nicht auf seinem Kontrollposten ist, schmuggelt ein Unbekannter einen Brandsatz an Bord. Daraufhin ordnet der Kapitän höchste Wachsamkeit an und fordert seine Leute auf, die Augen offen zu halten, wo immer sie auf dem Schiffsdeck sich gerade befinden. Er vermutet, dass der Lotse mit einem dubiosen Geschäftskonkurrenten gemeinsame Sache macht. Zunächst passiert die Fichte entgegen allen ersten Erwartungen die schwierigen Stellen entlang der Küste bis zur Hafeneinfahrt. Kurz davor kappt der Führer des Schleppers unter einem fadenscheinigen Vorwand die Leine, die sich schnell in der Schraube verheddert. Die Fichte liegt manövrierunfähig vor der Hafeneinfahrt, zudem droht ihr die Gefahr auf Grund zu laufen. Die einzige Lösung in dieser Lage scheint die kostspielige Bergung mit Schlepperhilfe zu sein. Doch das kommt für den Kapitän nicht in Frage. Man versucht aus eigener Kraft von der Stelle zu kommen. Doch Winfried und Willi, die zum Propeller hinab tauchen, um die Leine aus dem Propeller zu schneiden, merken bald, dass sie es allein nicht schaffen und entkräftet aufgeben müssen. Da naht Hilfe in Gestalt der Besatzung eines Schiffes der Sowjetunion.

### 8. Folge
Die Verhandlung (EA: 26. Februar 1977, 75 Minuten)
Vor der Seekammer der DDR findet eine Verhandlung statt, zu der Kapitän Karsten als Beisitzer bestellt und Gerd Peters als Havariekommissar zu sehen ist. Dort geht es um die Grundberührung eines Schiffes, das unter dem Kommando von Kapitän Manfred Langhans stand, ein guter Freund von Karsten. Die ersten Anzeichen und Indizien sprechen für Langhans, da dieser in der vorgefallenen Gefahrenlage falsch von seinem Offizier Rolf Weigert über die Position des Schiffes informiert worden sein soll. Während einer Verhandlungspause stellt der junge Offizier fest, dass seine Urlaubsliebe Dagmar die Tochter von Langhans ist, und er vermutet nun zu Unrecht, dass die scheinbare Zufallsbekanntschaft gar keine war. In seiner Lage zieht der Offizier seine Aussage zurück und erklärt, dass er den Kapitän noch rechtzeitig über den Irrtum habe informieren können. Damit steht Aussage gegen Aussage. Aus Angst um sein Kapitänspatent versucht Langhans, dem jungen Offizier die Grundberührung anzulasten. Dagmar, seine Tochter, durchlebt angstvolle Stunden und weiß nicht, wie sie sich in diesem Konflikt verhalten und wem sie glauben soll. Kapitän Karsten erkennt inzwischen, dass dem jungen Offizier die Grundberührung gar nicht anzulasten ist, und er versucht, Langhans ins Gewissen zu reden. Er wartet vergeblich auf dessen Geständnis und ist somit gezwungen, seine Erkenntnisse dem Gericht vorzutragen. Erst jetzt rückt Langhans mit der Wahrheit heraus und verliert für zwei Jahre sein Kapitänspatent.

### 9. Folge
Zwei Kapitäne (EA: 4. März 1977, 64 Minuten)
Kurz vor Weihnachten ist die Stimmung in der Mannschaft ziemlich bedrückt, weil man kurzfristig eine Ladung nach Kuba übernehmen muss. Die Besatzungsmitglieder wollten eigentlich Weihnachten und Silvester zu Hause bei ihren Familien verbringen, da sie die vorhergehenden Jahre in dieser Zeit immer auf See unterwegs waren und schon jetzt wieder 176 Tage ununterbrochen unterwegs waren. Die Stimmung an Bord wird zusätzlich durch das eisige Verhältnis und die unüberbrückbaren Spannungen zwischen Karsten und Langhans getrübt. Langhans wurde für die Fahrt als Ersatz für den Posten des Ersten Offiziers angeheuert und hat Karsten noch immer nicht verziehen, in der Verhandlung vor der Seekammer nicht geschwiegen zu haben. Er hat inzwischen zwar begriffen, dass auch ohne Karstens Fragen die Wahrheit letztlich herausgekommen wäre, dennoch gibt er Karsten die Schuld an seiner Degradierung. Langhans, der längst seinen Fehler eingesehen hat, kann nicht über seinen Schatten springen und pflegt ein eisiges Verhältnis zum Kapitän Karsten, erfüllt aber äußerst akkurat seine Pflichten. Bei der Mannschaft hingegen kommt er gut an und hat sich bei ihr auf Grund seines Könnens und seines Mutes bei der Rettung dreier Schiffbrüchiger auf der Reise großen Respekt und Anerkennung erworben. Die Crew, die Weihnachten wieder daheim sein wollte, muss in Havanna aber auf Reede gehen, da ein Tropensturm den Hafen verwüstet hat. Nun kommt sogar die Gefahr auf, dass sie nicht nur Weihnachten verpassen, sondern auch noch Silvester nicht zu Hause sein werden. So entschließt sich die Crew, den Kubanern bei den Aufräumarbeiten zu helfen. Auf der Brücke kommt es zwischen Karsten und Langhans zum Streit darüber, welche die günstigste Route nach Hause ist. Gegen den Rat von Langhans, der in dem Streit erstmals auch Karsten gegenüber zugibt, die Schuld an der Grundberührung gehabt zu haben, entscheidet sich die Crew für die zu dieser Jahreszeit risikoreiche Nordpassage, auf der zu dieser Jahreszeit Eisberge und Nebelbänke möglich sind. Diese Route ist wegen des Golfstromes allerdings schneller und alle wollen nur noch heim. Als die Zone mit der größten Gefahr herankommt, muss Karsten wegen einer Tropenerkältung das Kommando an Langhans abgeben. Sich seiner großen Verantwortung bewusst, stellt sich Langhans Tag und Nacht auf die Brücke und versucht die Fichte durch dichten Nebel und Eisberge zu manövrieren, denn er weiß, dass der Erfolg in dieser Sache auch über die Rückgabe seines Kapitänspatents entscheiden wird. So wirft er den kranken Karsten regelrecht von der Brücke, als dieser ihn fiebernd und sichtlich krank unterstützen will. Am Morgen des 31. Dezember erreicht das Schiff Rostock, soll aber auf Reede bleiben. Jetzt entlädt sich Langhans wütend am Funk, so dass das Schiff doch noch rechtzeitig in den Hafen einlaufen darf. Letztlich kommt es zur Versöhnung von Langhans und Karsten, und Langhans bekommt sein Patent als Kapitän zurück.

## Das Schiff

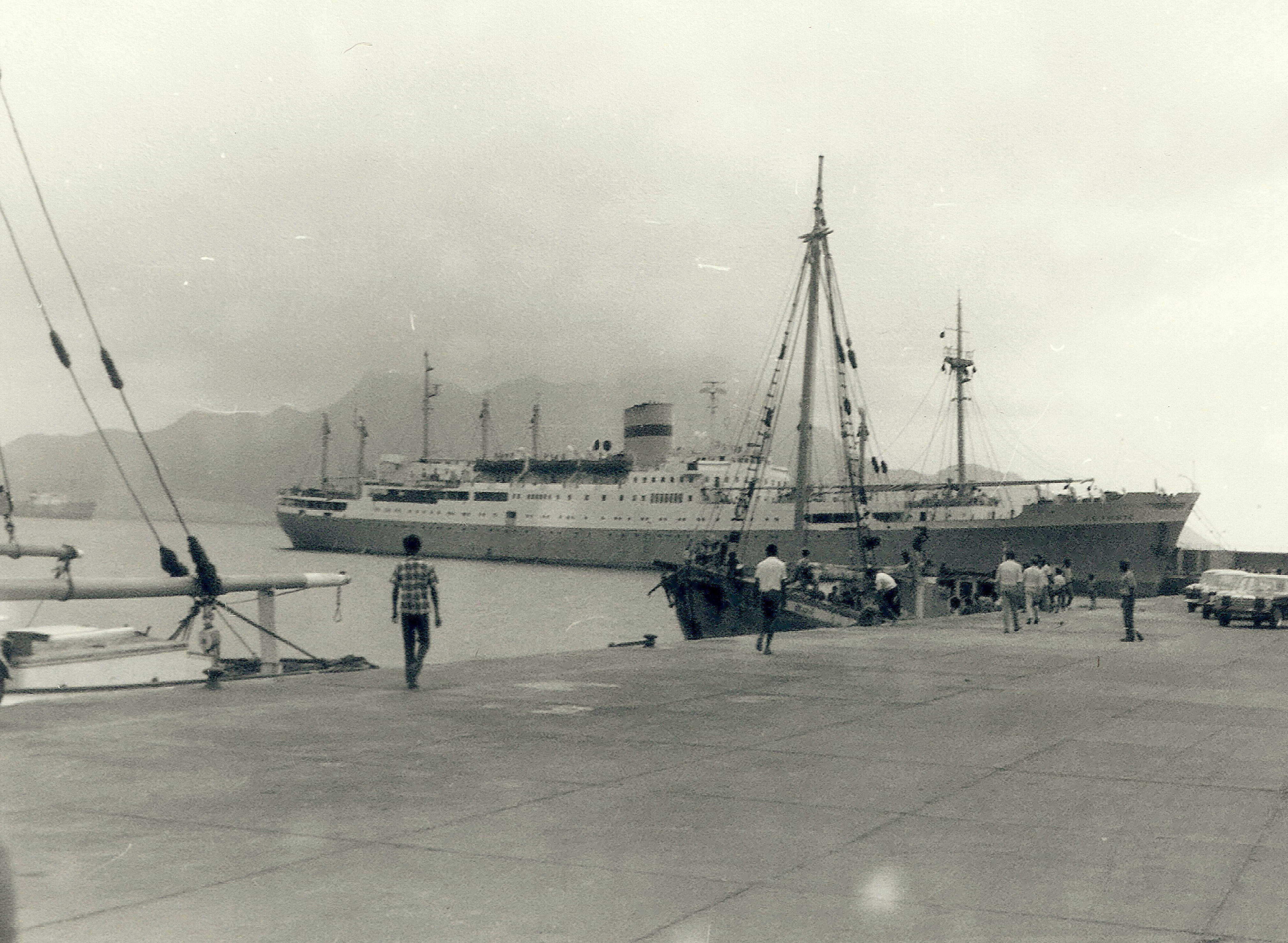
Die J. G. Fichte ein Jahr vor Beginn der Dreharbeiten

Das Schiff wurde am 30. Oktober 1948 unter französischer Flagge als kombiniertes Passagier- und Frachtschiff für den Liniendienst Frankreich-Brasilien-Argentinien vom Stapel gelassen und hieß ursprünglich Claude Bernard. Am 7. August 1962 übernahm der VEB Deutsche Seereederei Rostock (DSR) das Schiff als Fracht- und Lehrschiff und gab ihm den Namen des deutschen Philosophen Johann Gottlieb Fichte. Die DSR hatte nie vor, das Schiff als Passagierschiff im Transatlantikverkehr einzusetzen. Es wurde als Schulschiff für die sich stark entwickelnde Flotte der DDR eingesetzt. Die vielen Passagierkabinen wurden zu Unterkünften für die Lehrlinge, die Speisesäle und Salons für die gehobenen Klassen wurden zu Schulungsräumen umfunktioniert.
Die DEFA wollte die Serie auf einem moderneren und größeren Frachtschiff drehen. Dort wäre es aber nicht so einfach gewesen die Filmcrew unterzubringen, wie auf dem inzwischen veralteten und überholten kombinierten Passagier- und Frachtschiff. Das Schiff war nur als Ausbildungsschiff angeschafft worden, hatte auf Grund seiner Historie aber reichlich Kabinen für die Filmcrew und die Schauspieler. Das sieht man auch auf den Bildern des Films. Nicht selten werden Einstellungen mit imaginären einfachen Matrosen (und tatsächlichen Schauspielern) gezeigt, die scheinbar in Kabinen der ersten Klasse wohnten (was dort angebrachte alte Beschriftungen belegen). In diesen Kabinen wurden jedoch nur die Schauspieler untergebracht, nicht aber die seemännische und maschinentechnische Mannschaft des Schiffs, für die es auf dem Schiff schon immer separate Abteilungen gab. Auf normalen modernen Frachtern der DSR gab es auch kein Bedienungspersonal in der Kantine und auch keine OP-Räume, die jedoch in der Serie immer mal wieder auftauchen, da sie zu einem Schiff mit dem ursprünglichen Einsatzprofil der Claude Bernard dazugehörten.
Immer wieder ist auch die französische Beschriftung an Maschinen, Messgeräten und Anzeigetafeln zu erkennen. Die Dreharbeiten der neunteiligen Fernsehserie auf dem Schiff fanden schließlich ab Sommer 1974 statt, unter anderem während einer regulären Reise nach Kuba. Meist wurde das Schiff für die Dreharbeiten während seiner Aufenthalte im Rostocker Heimathafen oder vor dem Hafen auf Reede liegend gechartert. Dies ist auch immer wieder unbeabsichtigt zu erkennen, wenn z. B. auf der Brücke oder im Maschinenraum auf hoher See spielende Szenen gezeigt werden, bei denen allerdings der Maschinentelegraf auf „Halt“ oder der Drehzahlmesser auf Null steht. Von der Filmcrew wurde das Schiff auf Grund seines Alters und Zustandes auch scherzhaft Die Johann Schrottlieb Fichte genannt. Selbst auf den Filmaufnahmen sind ausgebeulte Bordwände zu sehen, dazu massiv verzogene Handläufe, beschädigte Belüftungsrohre und rostige Installationen (Treppen, Lautsprecher etc.).
Am 9. Juli 1979 wurde das Schiff schließlich außer Dienst gestellt und verkauft. Danach fuhr es noch zwei Jahre unter den Namen Sunrise bzw. Sunrise IV, bevor sie als Pegancia am 28. April 1981 zur Verschrottung nach Gadani (Pakistan) geschleppt wurde.
In Folge 5 „Ruf an Rügenradio“ werden Szenen auf Kuba gedreht und auch ein vorgeblich kubanischer Hubschrauber Mi-4 gezeigt. Für die Filmaufnahmen kommt aber ein mit kubanischen Hoheitsabzeichen versehener NVA-Hubschrauber auf einem Flugplatz der NVA zum Einsatz. Am Rumpf sind klar die übermalten Flächen für die NVA-Hoheitsabzeichen und deren taktische Nummer zu erkennen. Der „kubanische“ Flugplatz wurde mit echten kubanischen Propaganda-Aufstellern und einzelnen Palmen dekoriert. Tatsächlich ist die im Hintergrund gezeigte Vegetation aber typisch norddeutsch, auch ist NVA-Technik im Hintergrund kurz erkennbar.

## Bezug zu anderen Fernsehserien
Als Ur-Vorbild aller Seefahrtsserien vergleichbaren Konzepts – auch für Zur See – gilt die 1968/69 ausgestrahlte ZDF-Serie „Das Ferienschiff“.
Neben der US-amerikanischen Serie The Love Boat diente dennoch auch Zur See Wolfgang Rademann als populäre Inspiration für die Serie Das Traumschiff. Vier Jahre nach der Erstausstrahlung von Zur See wurde die Serie in der BRD im ZDF erstmals ausgestrahlt. Allerdings schildert Zur See das Leben an Bord der Handelsschiffe der DDR sowie Erlebnisse der Besatzung in den bereisten sozialistischen und kapitalistischen Staaten und nicht das Leben auf einem Kreuzfahrtschiff.
Der Grundidee von Zur See folgte in den Jahren 1985/1986 die DDR-Serie Treffpunkt Flughafen, die ähnliche Geschichten einer Interflug-Besatzung erzählt, aber nicht an den Erfolg und die Beliebtheit von „Zur See“ heranreichte.

## DVD
Am 12. Oktober 2009 erschien die Serie auf DVD. 2014 gab es eine Neuauflage.